# Valve cardiaque
Pour les articles homonymes, voir valve.
Une valve cardiaque est un élément du cœur séparant les différentes cavités et empêchant le sang de refluer dans le mauvais sens.
Chez les mammifères dont le cœur est composé de quatre cavités, le cœur contient quatre valves :
- la valve mitrale entre l'atrium gauche et le ventricule gauche ;
- la valve tricuspide entre l'atrium droit et le ventricule droit ;
- la valve aortique entre le ventricule gauche et l'aorte ;
- la valve pulmonaire entre le ventricule droit et l'artère pulmonaire.

En cas de dysfonction de l'une de ces valves, peut être mis en place une valve artificielle cardiaque, soit de type mécanique, soit de type bioprothèse.

## Terminologie
Dans le Trésor de la langue française informatisé, il est préconisé l'emploi du mot « valvule », la « valve » étant un composé de cette dernière. La plupart des traités de médecine emploie cependant le terme « valve ». Les dictionnaires spécialisés en médecine préconisent également le terme « valve », la « valvule » étant une partie de la valve, ou plus spécifique aux veines.
L'adjectif y référant est « valvulaire » et les termes dérivés sont par exemple « valvulopathie » et « valvuloplastie ».

## Anatomie
Ce sont des structures élastiques, non musculaires, sans innervation ni irrigation sanguine, avec une constitution similaire à celle du cartilage articulaire, mais anisotropique. En position fermée, leur jointure est continente, empêchant le passage du sang.
|  | 1. Oreillette droite 2. Oreillette gauche 3. Veine cave supérieure 4. Aorte 5. Artère pulmonaire 6. Veine pulmonaire 7. Valve mitrale (auriculo-ventriculaire) 8. Valve aortique 9. Ventricule gauche 10. Ventricule droit 11. Veine cave inférieure 12. Valve tricuspide (auriculo-ventriculaire) 13. Valve sigmoïde (pulmonaire) |

### Valve mitrale
Elle est composée de deux feuillets, insérées sur un anneau (l'anneau mitral ou anneau atrioventriculaire gauche) séparant l'atrium gauche et le ventricule gauche et reliés au muscle ventriculaire (piliers ou muscle papillaire) par des cordages tendineux. Les cordages tendineux sont insérés sur les feuillets valvulaires afin d'optimiser la répartition des contraintes lors de la systole.
La valve mitrale présente donc deux parties que l'on appelle des cuspides (séparées par une petite commissure) :
- la cuspide latérale est appelée la petite valve, elle s'insère à la partie externe de l'anneau ;
- la cuspide septale est appelée la grande valve, elle s'insère au niveau du septum.

L'ensemble "cordages+piliers" est appelé appareil sous-valvulaire. Son nom provient de sa forme de « mitre », chapeau ecclésiastique.

### Valve tricuspide
Elle est composée de trois feuillets, insérées sur un anneau (l'anneau tricuspidien ou anneau atrioventriculaire droit) séparant l'atrium droit du ventricule droit. 
La valve tricuspide est composée comme son nom l'indique de trois cuspides :
- une cuspide antérieure ou latérale ;
- une cuspide septale, contre le septum inter-ventriculaire ;
- une cuspide inférieure.

Ces trois valvules se réunissent pendant le temps de systole ventriculaire et s'éloignent lors de la systole auriculaire.

### Valve aortique
Elle est composée de trois feuillets appelés cuspides ou cusps, valvules  ou sigmoïdes :
- une valvule dorsale ;
- une valvule antéro-latérale gauche ;
- une valvule antéro-latérale droite.

### Valve pulmonaire
Elle est composée de trois feuillets appelés cuspides, valvules ou sigmoïdes :
- une valvule antérieure ;
- une valvule dorso-latérale gauche ;
- une valvule dorso-latérale droite.

## Physiologie
L'ouverture et la fermeture sont complètement passives. Elles dépendent de la différence de pression de chaque côte de la valve : lorsque la pression d'aval est inférieure à la pression d'amont, la valve est ouverte ; dans le cas contraire, la valve est fermée.
La fermeture des valves donne les bruits du cœur, le premier bruit, appelé B1, correspondant à la fermeture des valves mitrales et tricuspides et le second bruit, B2, à la fermeture des valves aortiques et pulmonaires.
Globalement, la systole correspond au temps entre la fermeture des valves mitrales (et tricuspides) et la fermeture des valves aortiques (et pulmonaires).
La diastole est le temps complémentaire (fermeture de la valve aortique à la fermeture de la valve mitrale).

## Exploration

Mouvements des valves mitrale et tricuspide en échographie tridimensionnelle

Les valves ne sont pas visibles normalement sur une radiographie standard. Elles sont mal visualisées par un scanner ou par résonance magnétique nucléaire, essentiellement parce qu'elles sont des structures très mobiles et que la résolution temporelle de ces deux examens reste insuffisante.
L'examen de choix est l'échographie cardiaque. Elle permet de visualiser directement les valves et d'en analyser le mouvement. Elle est couplée au Doppler. Ce dernier, en analysant la vitesse du sang, permet de visualiser et de quantifier une fuite (inversion du flux) et de quantifier un rétrécissement (accélération du flux qui reste dans le bon sens). L'examen peut être complété par une échographie par voie trans-œsophagienne permettant de mieux visualiser les détails.
L'angiographie ne permet pas de visualiser directement les valves. L'injection d'un produit de contraste permet de visualiser une fuite (opacification d'une cavité qui n'aurait pas dû l'être). La mesure des pressions avant et après une valve, couplée à la mesure du débit cardiaque, permet d'estimer la surface valvulaire.

## Pathologie des valves
Une valve peut être atteinte de deux manières :
- un manque de continence à sa fermeture provoquant une fuite (appelée également insuffisance) ;
- un rétrécissement de la valve (appelé également sténose).